# Răspunde-mi la întrebare
Răspunde-mi la întrebare este un film românesc din 1971 regizat de Florica Holban.